# 多皺紋花花介
多皺紋花花介（学名：Callistocythere multirugosa）为細花介科花花介屬下的一个种。